# 亞朵酒店

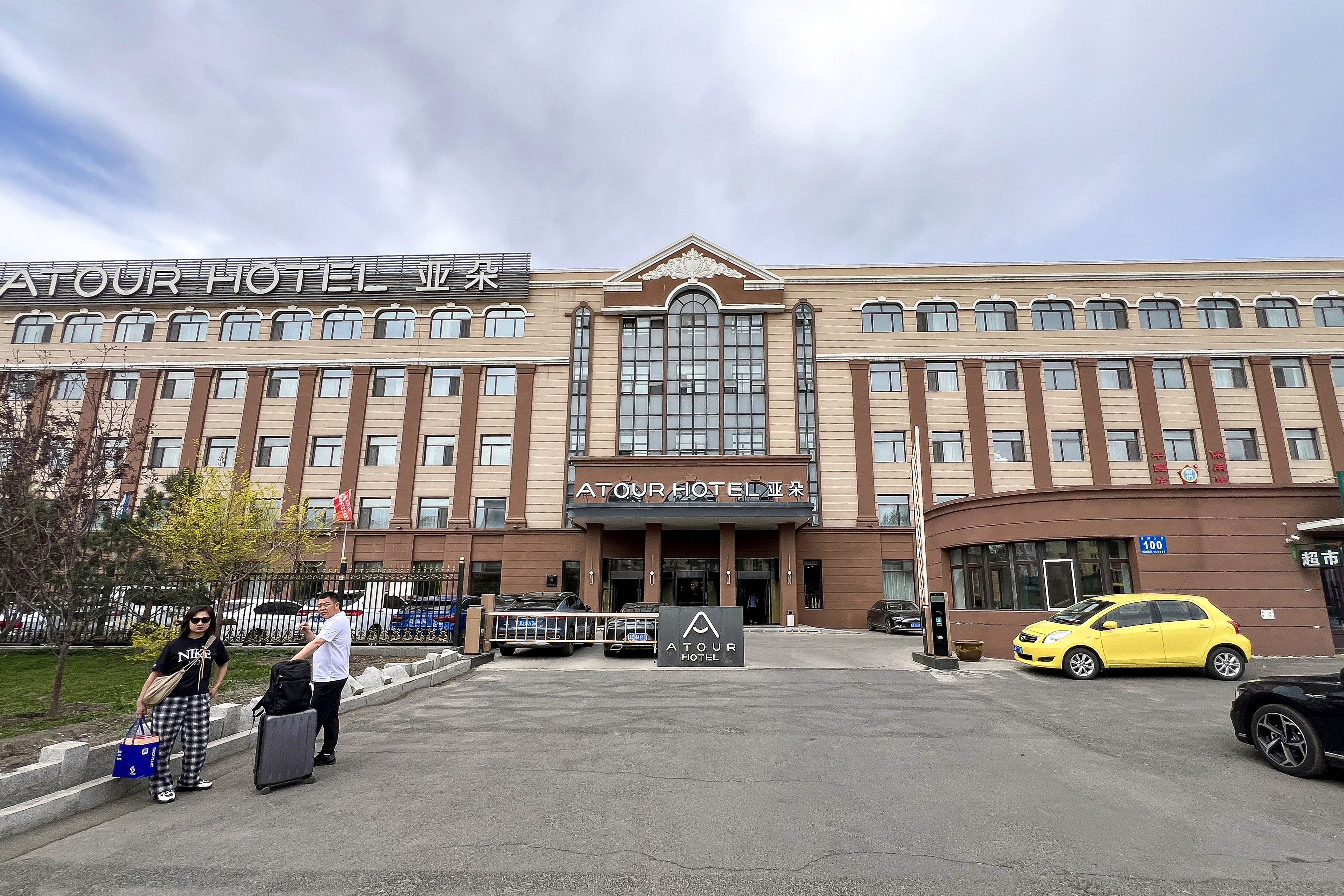
位于黑龙江省哈尔滨市香坊区的哈尔滨会展中心农垦亚朵酒店

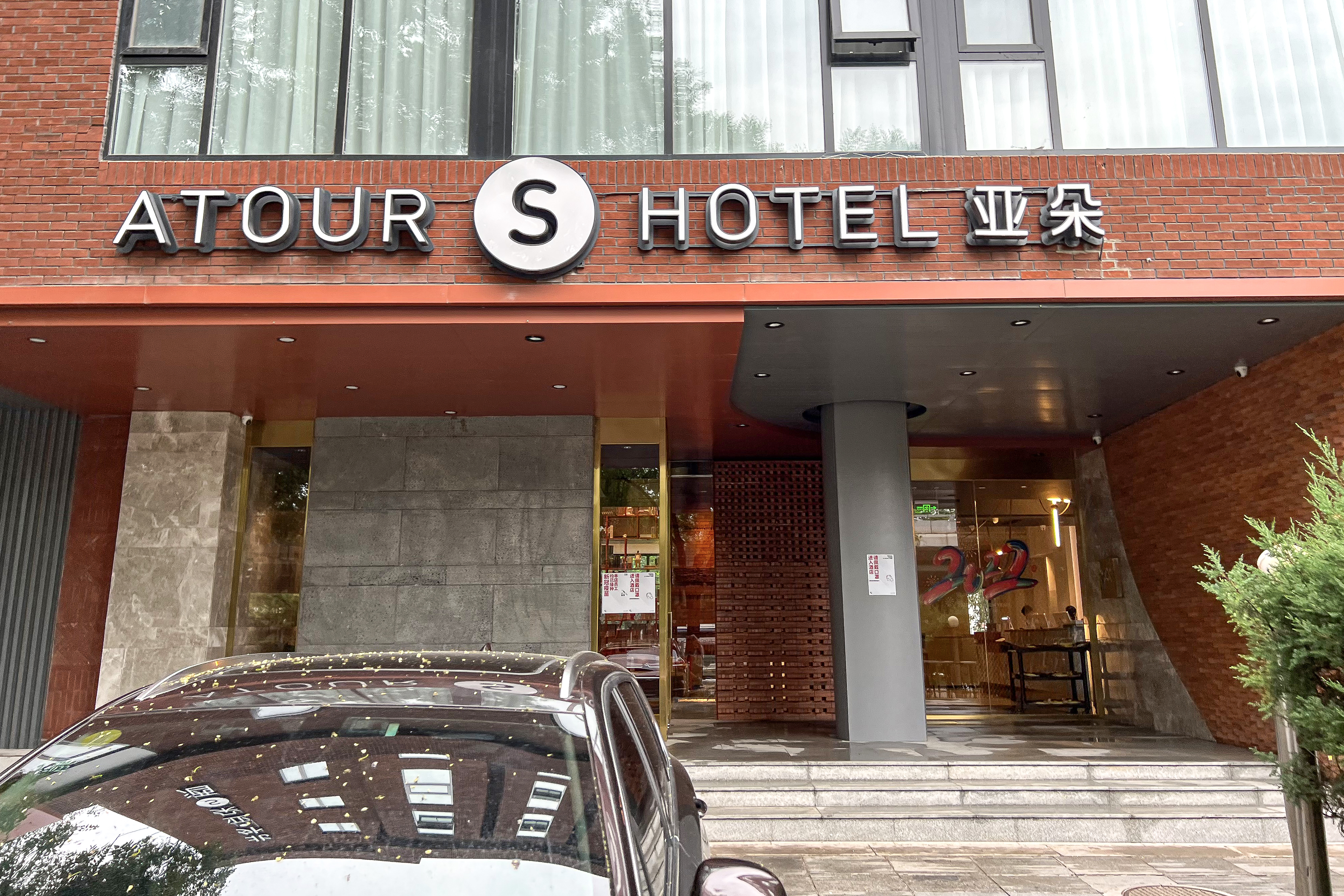
亚朵S酒店为亚朵旗下的高端品牌，图为北京中关村北外亚朵S酒店

亚朵酒店（英語：Atour Lifestyle Holdings Limited，NASDAQ：ATAT）是中華人民共和國一家連鎖酒店品牌，隸屬於上海亚朵商业管理（集團）股份有限公司。

## 历史
2012年8月30日，亚朵（上海）酒店管理有限公司成立。公司名稱來自於創始人曾經去過的地方云南省怒江傈僳族自治州福贡县石月亮乡亚朵村。2013年7月31日第一家亚朵酒店直营店在陝西省西安市开业。2014年3月，第一家特许经营店同樣在西安开业。2014年6月，华东地区第一家亚朵酒店在江蘇省南京市玄武门開業。2015年年底，酒店开业51家，2017年年底，開業148家，截至2018年6月3日，共开业192家，签约528家。截至2021年3月31日，亚朵酒店在中国131个城市開有608家酒店。截止2024年12月31日，亚朵酒店在中国有1619家酒店。根据国际知名咨询机构弗若斯特沙利文(Frost & Sullivan)的数据显示，亚朵位居国内中高端连锁酒店规模及市场占有率第一位。
2022年11月11日在纳斯达克挂牌上市。

## 外部鏈接
- 官方网站
- 亞朵酒店的新浪微博